# Titanichthys agassizi
A Titanichthys agassizi a páncélos őshalak (Placodermi) osztályának az Arthrodira rendjébe, ezen belül a Titanichthyidae családjába tartozó faj.
A Titanichthys halnem típusfaja.

## Tudnivalók
A Cleveland Shales-nél felfedezett Titanichthys agassizi egy hatalmas, tengeri páncélos őshal volt, amely a késő devon korszakban élt. Mérete és testfelépítése megközelítette, illetve hasonlított a Dunkleosteus terrellire. Eltérően a rokonától, a Titanichthys agassizinek kisebb, pofapáncéljai voltak, melyeken nem ültek éles, tőrszerű képződmények. Feltételezik, hogy az állat egész rajokat falt fel. Tápláléka kis halakból és krillszerű lényekből állt. A pofapáncélok megakadályozták, hogy e kis élőlények megszabaduljanak amikor az állat kiszűrte a vizet a szájából. A pofapáncéljának az átlagos hossza, körülbelül 60 centiméteres volt.